# شنون وری
شَنون وِری (انگلیسی: Shannon Whirry؛ زادهٔ ۷ نوامبر ۱۹۶۴) یک هنرپیشه اهل ایالات متحده آمریکا است. وی از سال ۱۹۹۱ میلادی تاکنون مشغول فعالیت بوده‌است.

## گزیدهٔ آثار

### سینما
- ماخ ۲ (۲۰۰۱)
- من، خودم و آیرین (۲۰۰۰)
- در جستجوی عدالت (۱۹۹۱)

### تلویزیون
- بخش فوریت‌های پزشکی (۲۰۰۳)
- دنیای مالکوم (۲۰۰۰)
- ساینفلد (۱۹۹۷)